# Taractes asper
 Taractes asper és una espècie de peix de la família dels bràmids i de l'ordre dels perciformes.

## Morfologia
Els mascles poden assolir els 50 cm de longitud total.

## Distribució geogràfica
Es troba al Pacífic occidental (Japó), al Pacífic oriental (des d'Alaska fins al sud de Califòrnia), a l'Atlàntic oriental (des de Madeira fins a Islàndia i el nord de Noruega, també a Sud-àfrica) i a l'oest de l'Índic (sud de Madagascar, KwaZulu-Natal i Maldives).